# 森望美
森望美（もり のぞみ、1986年4月9日 - ）は、北海道出身のグラビアアイドル、女優。かつてはバグジーに所属していた。

## 映画
- 一生の?お願い（2005年）古川牡丹 役

## テレビ
- 登竜門番外編ブッキンガム宮殿（2005年、フジテレビ）
- 森下千里のファミナビ （2005年、ファミリー劇場）
- Pinkの遺伝子（2005年、テレビ東京）
- 懸賞伝説（2005年、テレビ東京）
- カウントダウンSP（2005年、GyaO）
- ハツカレ（2006年、Gyao）
- 性病先生（2006年、Gyao）
- インフォマーシャルLego（2006年、テレビ東京）
- ギャルサー（2006年、日本テレビ）ソラ役
- たったひとつの恋（2006年、日本テレビ）
- ギネ 産婦人科の女たち（2009年、日本テレビ）
- 曲げられない女 第4話（2010年、日本テレビ）

## グラビア
- DVD「Mori Nozomi」
  - 「制コレISM04」

他に「週刊プレイボーイ」、「ヤングサンデービジュアルWEB」、「FLASH」、「BOMB」等 

## CM
- 静岡ガス（2006年）

## イベント
- 名古屋ドリームカーショー（2005年）
- ワンダーフェスティバル（2006年）